# Heinrich Weber-Grellet
Heinrich Weber-Grellet (* 31. Mai 1948 in Göttingen als Heinrich Weber) ist ein deutscher Steuerjurist und ehemaliger Vorsitzender Richter am Bundesfinanzhof (BFH).

## Leben
Weber-Grellet wuchs in Neustadt am Rübenberge auf und besuchte die Albert-Schweitzer-Schule in Nienburg/Weser, an der er 1966 das Abitur ablegte. Nach dem Wehrdienst ab 1968 Studium der Rechtswissenschaft in Marburg, München und Münster. Dissertation 1978 in Münster über Beweis- und Argumentationslast im Verfassungsrecht. Seit dem Wintersemester 1968/69 war Weber-Grellet Mitglied der Marburger Burschenschaft Rheinfranken, die er später als Alter Herr wieder verließ. Seine berufliche Laufbahn begann 1977 in der Finanzverwaltung Nordrhein-Westfalens mit einer Zwischenstation 1982 als wissenschaftlicher Mitarbeiter am Bundesfinanzhof in München und anschließender Rückkehr als Richter an das Finanzgericht Münster. 1990 erfolgte die Ernennung zum Richter am Bundesfinanzhof. Dort war er überwiegend im seinerzeit neu eingerichteten XI. Senat für Streitfälle der ertragsteuerlichen Behandlung von Freiberuflern und Gewerbetreibenden zuständig, bevor er Ende Mai 2007 zum Vorsitzenden Richter des X. Senats aufstieg, welcher sich hauptsächlich mit Streitigkeiten der Besteuerung von Einzelgewerbetreibenden sowie der Rentenbesteuerung befasst. Ende Juli 2013 trat er in den Ruhestand.
Weber-Grellet war Mitglied im Präsidium des Gerichts, Vorsitzender des Vereins der Richterinnen und Richter am BFH sowie außerplanmäßiger Professor an der Universität Münster. Er hat zahlreiche Beiträge in Fachzeitschriften zu einkommensteuerrechtlichen Themen verfasst, ist Autor von Monographien zu Themen wie Bilanzsteuerrecht, Rechtsphilosophie und Rechtstheorie sowie europäischem Steuerrecht, ist aber in der Fachwelt vor allem durch seine Mitarbeit am Schmidt-Einkommensteuerkommentar bekannt.